# Государственный монетный двор Румынии
Государственный монетный двор (рум. Monetăria Statului) — румынское автономное учреждение, занимающееся производством монет, государственных наград, печатей с изображением герба Румынии, медалей и ювелирных изделий.
Здание монетного двора, находившееся на шоссе Киселёва, было открыто 24 февраля 1870 года. Двор начал чеканку золотых и серебряных монет с номиналом в леях. Из-за протестов Османской империи, чьим вассалом являлось Объединённое княжество Валахии и Молдавии, производство монет было свёрнуто, в дальнейшем чеканка румынских монет производилась в Брюсселе.
В результате Русско-турецкой войны 1877—1878 годов и подписания Берлинского трактата Румыния была признана независимым государством. В 1879 году монетный двор начал чеканку бронзовых монет, а в 1880 году — серебряных. К 1890 году, однако, производство монет вновь было приостановлено. Румынские монеты опять чеканились за границей — в Брюсселе, Вене, Бирмингеме, Гамбурге, Лондоне и Париже . В 1912 году здание монетного двора было снесено.
В 1935 году был издан королевский декрет о возобновлении деятельности монетного двора. 20 декабря того же года было открыто новое здание на улице Fabrica de Chibrituri, а в 1936 году выпущена первая монета — серебряные 250 леев с датой «1935». В 1943 году монетный двор получил исключительное право на изготовление государственных наград Румынии. В 1948 году монетный двор объединён с Фабрикой марок (разъединены в 1953 году). В 1957 году монетный двор выведен из подчинения Министерства финансов и подчинён Национальному банку. В 1958—1959 годах создан цех ювелирных изделий. В 1990 году монетный двор преобразован в автономное учреждение, подведомственное Национальному банку.